# Kościół Świętych Cyryla i Metodego w Knurowie
Kościół Świętych Cyryla i Metodego – rzymskokatolicki kościół parafialny należący do dekanatu Knurów archidiecezji katowickiej.

## Historia i architektura
W 1447 parafia knurowska przynależała do dekanatu gliwickiego. W trakcie wojny 30-letniej utraciła samodzielność, by odzyskać ją 1 lipca 1915. W 1599 na miejscu wcześniejszej świątyni  zbudowany został kościół drewniany św. Wawrzyńca, który w 1935 został przeniesiony do Chorzowa (obecnie parafialny tamże). W 1926 zbudowano tymczasowy kościół św. Wawrzyńca, który poświęcono 19 grudnia 1926 (obecny dom parafialny).
Budowa istniejącej do dziś świątyni została rozpoczęta w 1937, według projektu architekta Henryka Gambca z Piotrowic Śląskich. Świątynia została poświęcona w dniu 13 lipca 1947 roku przez biskupa pomocniczego katowickiego Juliusza Bieńka. Wystrój wnętrza świątyni powstał w latach 1960-1968 według własnego projektu rzeźbiarza Henryka Burzca z Zakopanego.

## WystrójHenryka Burzca

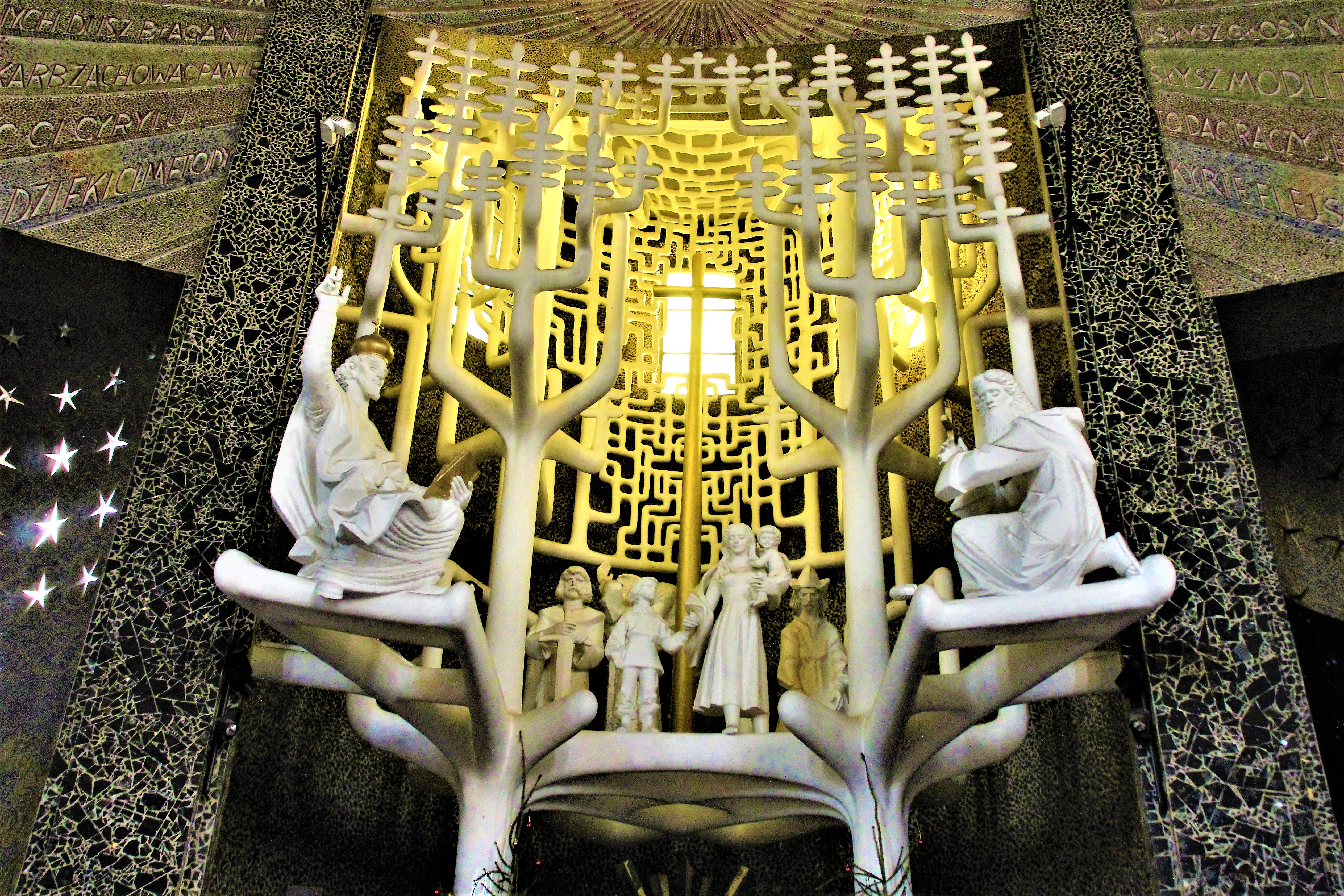
Ołtarz główny
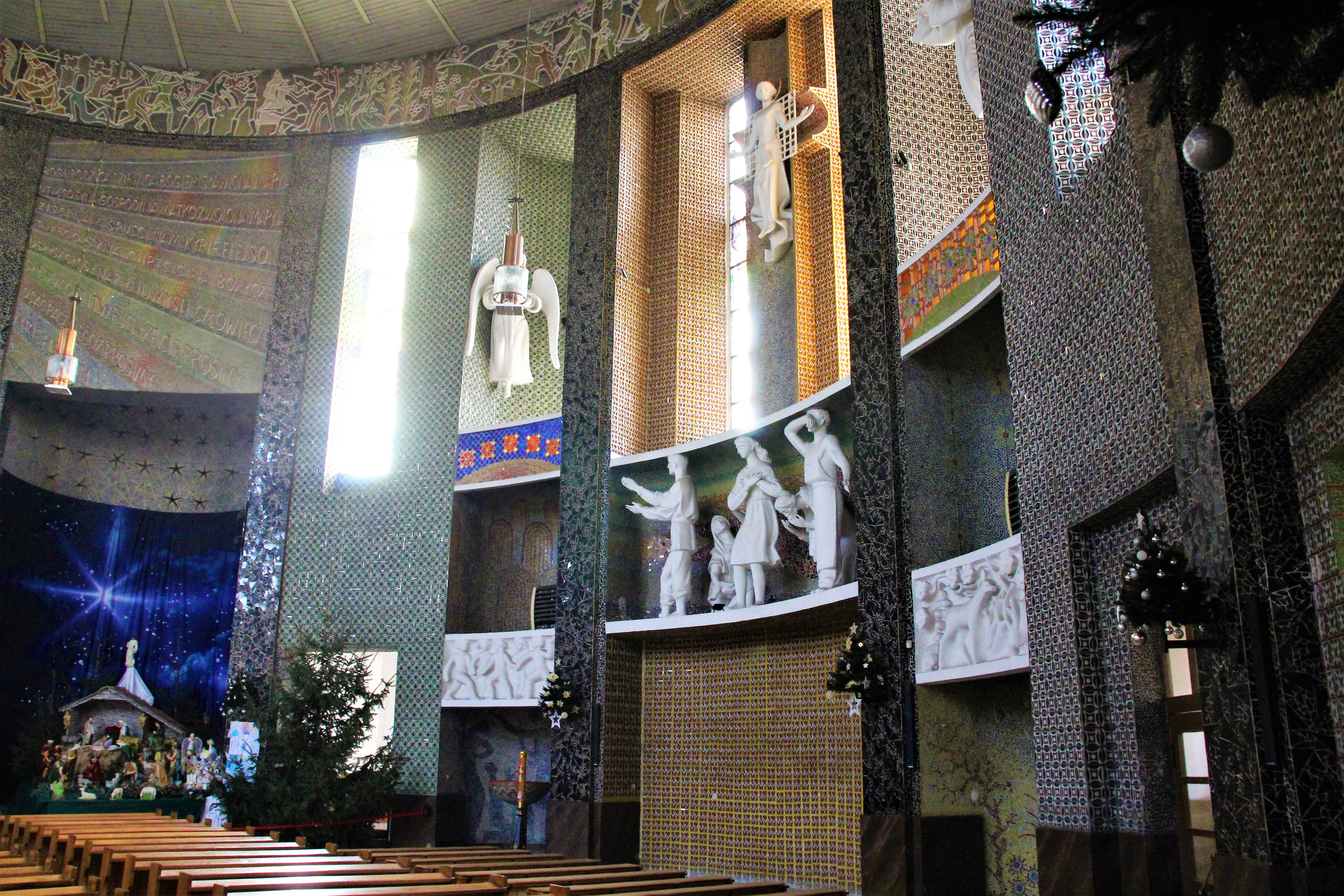
Nawa
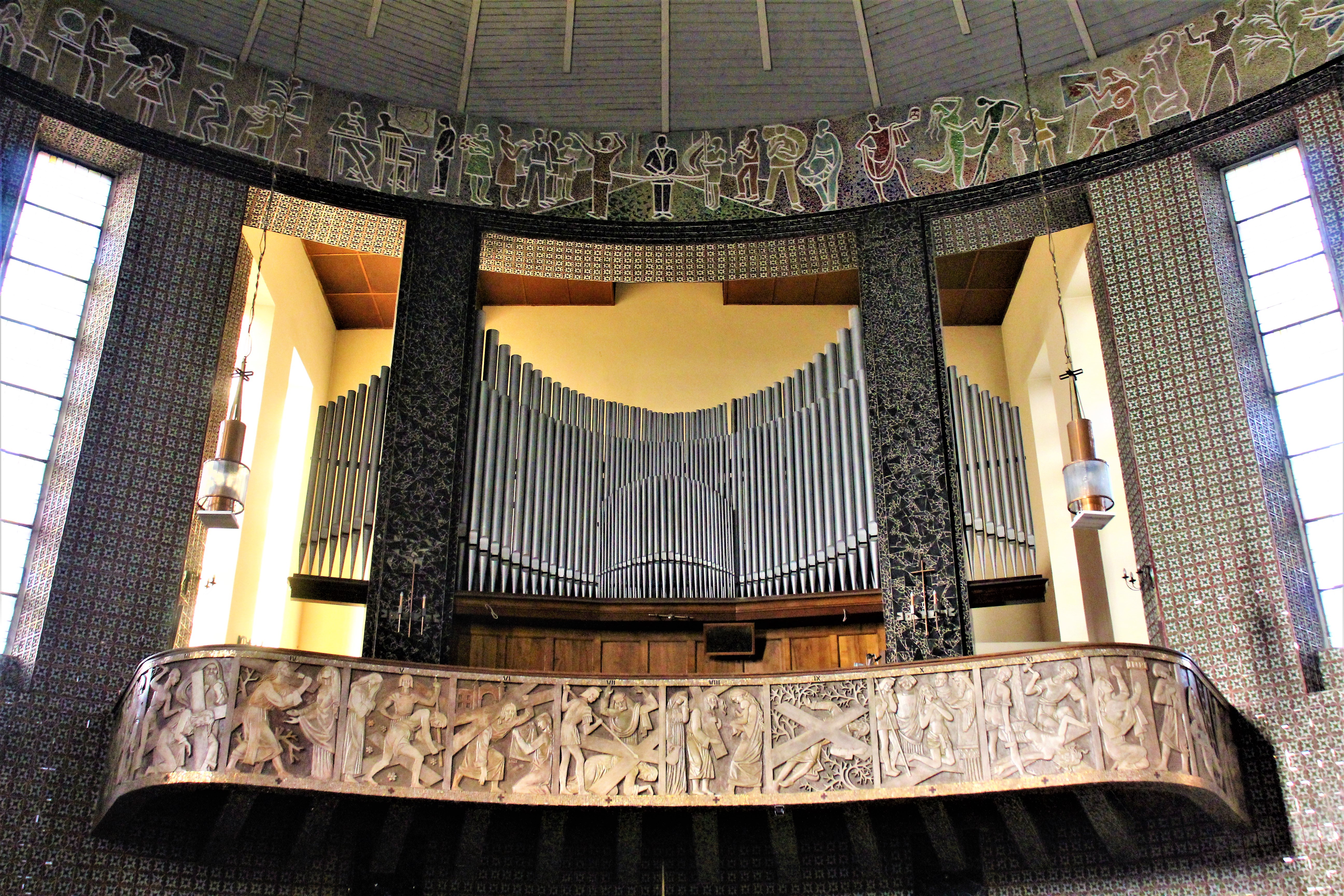
Chór organowy
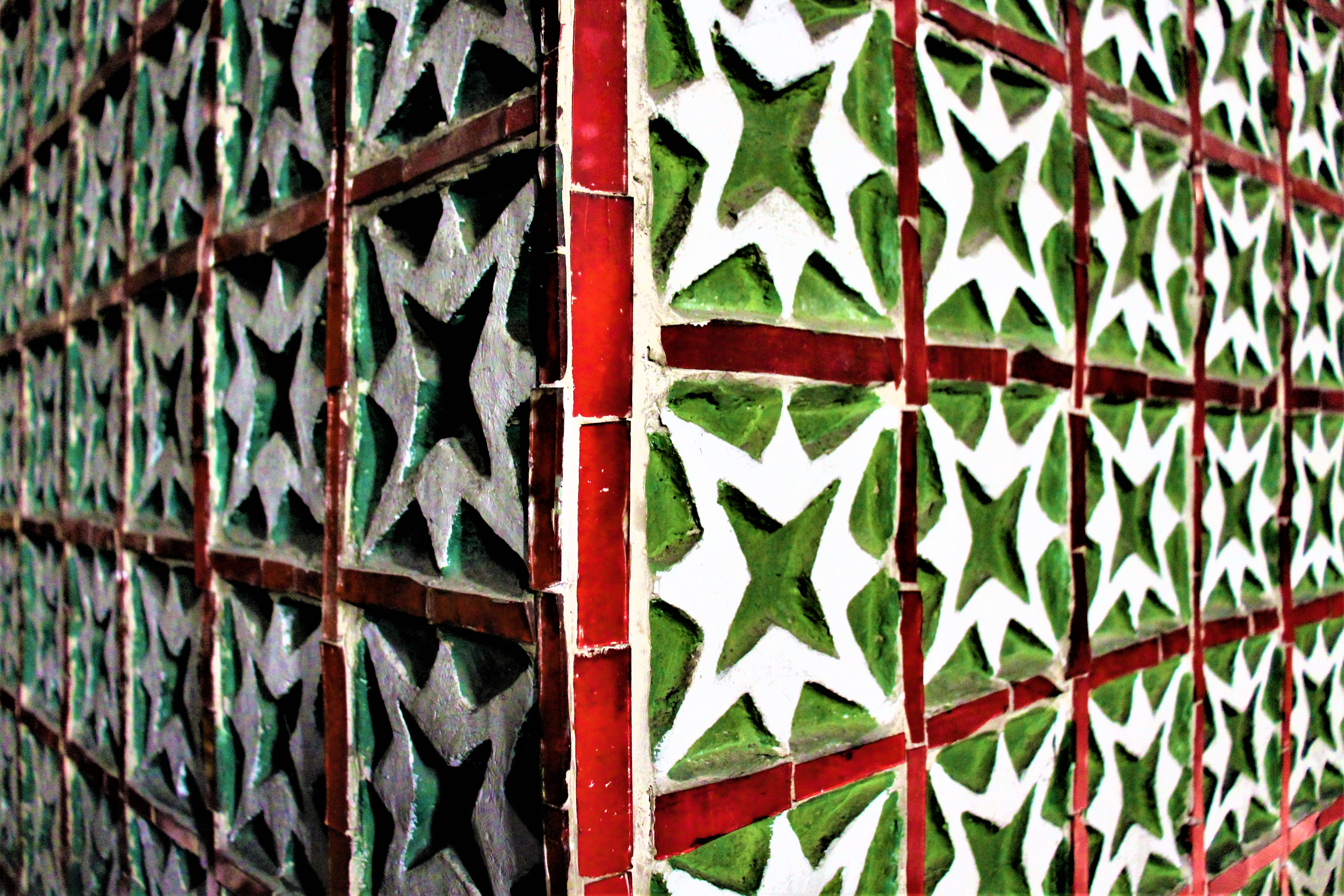
Detal ściany